# Ceglédbercel
Ceglédbercel is een plaats (község) en gemeente in het Hongaarse comitaat Pest. Ceglédbercel telt 4548 inwoners (2001).